# Existiert Gott?
Das Buch Existiert Gott? von 1978 ist eines der theologischen Hauptwerke von Hans Küng, der zum Zeitpunkt der Veröffentlichung katholischer Theologe und Professor für Dogmatische und Ökumenische Theologie in Tübingen war. In diesem vielbeachteten Klassiker, der in acht Sprachen übersetzt worden ist, untersucht Küng die Frage, ob und wie man an Gott im 20. Jahrhundert glauben kann.

## Inhalt und Aufbau
Die christlichen Kirchen – nicht nur die römisch-katholische – verspielen nach Ansicht von Küng zunehmend ihre Glaubwürdigkeit dadurch, dass sie an Teilen des mittelalterlichen Weltbildes festhalten. Küng zeigt in diesem Werk, wie die Theologie auch in der Auseinandersetzung mit dem Zeitalter der Aufklärung, der Religionskritik und dem Atheismus bestehen kann. Für ihn ist wichtig, dass auch in der christlichen Theologie die philosophischen Erkenntnisse des Zeitalters der Aufklärung anerkannt und umgesetzt werden. Dazu gehört für ihn die Anerkennung der historisch-kritischen Methode der Bibelforschung und die in der Naturwissenschaft erarbeiteten Naturgesetze.
Das Sachbuch ist durchgehend streng gegliedert. 
Im ersten Teil fragt sich Küng, welche Gewissheit es für den Menschen noch gibt. Anhand von René Descartes und Blaise Pascal wägt er die Vernunft zum Glauben ab. 
Vor allem betont er, dass die Naturwissenschaften nicht mehr fähig seien, die eine Wahrheit zu verkünden. Er plädiert für Rationalität, jedoch gegen Rationalismus.
Im zweiten Bereich seines Buches geht es um das neue Gottesverständnis. Anhand Georg Wilhelm Friedrich Hegel möchte der Autor eine Synthese zwischen Glaube und Vernunft herstellen. Gott müsse aus dem Blickwinkel der Geschichte gesehen werden. Die Phänomenologie: Gott ist der absolute Geist.
Im dritten Kapitel widmet sich „Existiert Gott?“ kritisch den atheistischen Ansätzen von Ludwig Feuerbach, Karl Marx und Sigmund Freud, die seiner Meinung nach letztlich im Nihilismus münden, welcher das vierte Kapitel abhandelt.
In den folgenden Seiten äußert sich Küng gegen den Nihilismus und zeigt Alternativen auf: Freiheit und Grundvertrauen als Basis von Ethik und Wissenschaft.
Schließlich sieht er Gott als Alternative zum Atheismus. Küng versucht nicht, dessen Existenz zu beweisen, sondern führt wissenschaftliche Argumente auf.
Im letzten Kapitel stellt er den christlichen Gott vor, den er als lebendige Antwort und Befreiung des Menschen sieht. Es kommt aber ebenso die Trinität zur Sprache.

### Primärliteratur
- Hans Küng: Existiert Gott? Piper & Co. Verlag, München/Zürich 1978 (Nachdruck: Piper-Taschenbuch 2006, ISBN 3-492-02333-9) (15 Wochen lang im Jahr 1978 auf dem Platz 1 der Spiegel-Bestsellerliste)

### Sekundärliteratur
- Hans Albert: Das Elend der Theologie. Kritische Auseinandersetzung mit Hans Küng, Heidelberg 1979 (erweiterte Neuauflage: Aschaffenburg 2005, ISBN 3-86569-001-7)
- Ivo Frenzel: Gott im Horizont des Nihilismus. Notizen zu Hans Küngs neuem Buch, in: Hermann Häring / Karl-Josef Kuschel (Hrsg.): Hans Küng. Weg und Werk, DTB, München 1981, S. 126–132
- Hermann Häring: Hans Küng. Grenzen durchbrechen, Matthias Grünewald Verlag, Mainz 1998
- John Leslie Mackie: Das Wunder des Theismus, Ditzingen 1985, ISBN 3-15-008075-4
- Eduard Schweizer: Existiert Gott? Hans Küng über das Gottesverständnis von Descartes bis Hegel, in: Hermann Häring / Karl-Josef Kuschel (Hrsg.): Hans Küng. Weg und Werk, DTB, München 1981, S. 132–139